# Trabzonspor en competiciones de la UEFA
El Trabzonspor es uno de los equipos de Turquía con más participaciones en los torneos de fútbol organizados por la UEFA, teniendo su debut en la temporada 1976-77, al clasificar a la Recopa de Europa de la UEFA, aunque todavía no ha ganado un torneo fuera de Turquía.

## Estadísticas por temporada
| Temporada | Torneo                  | Ronda              | Club                   | Local | Visitante      |
| --------- | ----------------------- | ------------------ | ---------------------- | ----- | -------------- |
| 1976-77   | Recopa de Europa        | 1                  | ÍA Akranes             | 3–1   | 3–2            |
| 1976-77   | Recopa de Europa        | 2                  | Liverpool              | 1–0   | 0–3            |
| 1977-78   | Recopa de Europa        | 1                  | B 1903                 | 1–0   | 0–2            |
| 1979-80   | Recopa de Europa        | 1                  | Hajduk Split           | 0–1   | 0–1            |
| 1980-81   | Recopa de Europa        | 1                  | Szombierki Bytom       | 2–1   | 0–3            |
| 1981-82   | Recopa de Europa        | 1                  | Dinamo de Kiev         | 0–1   | 1–1            |
| 1982-83   | Copa de la UEFA         | 1                  | Kaiserslautern         | 0–3   | 0–3            |
| 1983-84   | Copa de la UEFA         | 1                  | Internazionale         | 1–0   | 0–2            |
| 1984-85   | Recopa de Europa        | 1                  | Dnipro Dnipropetrovsk  | 1–0   | 0–3            |
| 1990-91   | Recopa de Europa        | Clasificatoria     | Bray Wanderers         | 1–1   | 2–0            |
| 1990-91   | Recopa de Europa        | 1                  | Barcelona              | 1–0   | 2–7            |
| 1991-92   | Copa de la UEFA         | 1                  | Dinamo Zagreb          | 3–2   | 1–1            |
| 1991-92   | Copa de la UEFA         | 2                  | Olympique de Lyon      | 4–3   | 4–1            |
| 1991-92   | Copa de la UEFA         | 3                  | B 1903                 | 0–1   | 1–1            |
| 1992-93   | Recopa de Europa        | 1                  | TPS Turku              | 2–0   | 2–2            |
| 1992-93   | Recopa de Europa        | 2                  | Atlético de Madrid     | 0–2   | 0–0            |
| 1993-94   | Copa de la UEFA         | 1                  | Valletta               | 3–1   | 3–1            |
| 1993-94   | Copa de la UEFA         | 2                  | Cagliari               | 1–1   | 0–0 (v.)       |
| 1994-95   | Copa de la UEFA         | 1                  | Dinamo Bucarest        | 2–1   | 3–3            |
| 1994-95   | Copa de la UEFA         | 2                  | Aston Villa            | 1–0   | 1–2            |
| 1994-95   | Copa de la UEFA         | 3                  | Lazio                  | 1–2   | 1–2            |
| 1995-96   | Recopa de Europa        | 1                  | Zalgiris               | 1–0   | 2–2            |
| 1995-96   | Recopa de Europa        | 2                  | Deportivo de La Coruña | 0–3   | 0–1            |
| 1996-97   | Copa de la UEFA         | 2.ª Clasificatoria | Slovan Bratislava      | 1–2   | 4–1            |
| 1996-97   | Copa de la UEFA         | 1                  | FK Bodø/Glimt          | 2–1   | 3–1            |
| 1996-97   | Copa de la UEFA         | 2                  | Schalke 04             | 0–1   | 3–3            |
| 1997-98   | Copa de la UEFA         | 2.ª Clasificatoria | Dundee United          | 1–0   | 1–1            |
| 1997-98   | Copa de la UEFA         | 1                  | Bochum                 | 2–1   | 3–5            |
| 1998-99   | Copa de la UEFA         | 2.ª Clasificatoria | Wisła Cracovia         | 1–5   | 1–2            |
| 1999      | Copa Intertoto          | 3                  | Perugia                | 3–1   | 1–2            |
| 1999      | Copa Intertoto          | Semifinales        | Hamburgo               | 2–2   | 1–4            |
| 2003-04   | Copa de la UEFA         | 1                  | Villarreal             | 0–0   | 2–3            |
| 2004-05   | Liga de Campeones       | 2.ª Clasificatoria | Skonto                 | 1–1   | 3–0            |
| 2004-05   | Liga de Campeones       | 3.ª Clasificatoria | Dinamo de Kiev         | 2–1   | 0–2            |
| 2004-05   | Copa de la UEFA         | 1                  | Athletic Club          | 3–2   | 0–2            |
| 2005-06   | Liga de Campeones       | 2.ª Clasificatoria | Anorthosis Famagusta   | 1–3   | 1–0            |
| 2006-07   | Copa de la UEFA         | 2.ª Clasificatoria | APOEL Nicosia          | 1–1   | 1–0            |
| 2006-07   | Copa de la UEFA         | 1                  | Osasuna                | 2–2   | 0–0 (v.)       |
| 2007      | Copa Intertoto          | 2                  | Vllaznia Shkodër       | 6–0   | 4–0            |
| 2007      | Copa Intertoto          | 3                  | Oțelul Galați          | 1–2   | 1–2            |
| 2009-10   | Liga Europea            | Paly-Off           | Toulouse               | 1–3   | 1–0            |
| 2010-11   | Liga Europea            | Play-Off           | Liverpool              | 0–1   | 1–2            |
| 2011-12   | Liga de Campeones       | 3.ª Clasificatoria | Benfica                | 0–2   | 1–1            |
| 2011-12   | Liga Europea            | Play-Off           | Athletic Club          | 0–0   | w.o.           |
| 2011-12   | Liga de Campeones       | Fase de grupos     | Internazionale         | 1–0   | 1–1            |
| 2011-12   | Liga de Campeones       | Fase de grupos     | Lille                  | 1–1   | 0–0            |
| 2011-12   | Liga de Campeones       | Fase de grupos     | CSKA Moscú             | 0–3   | 0–0            |
| 2011-12   | Liga Europea            | 1/32               | PSV Eindhoven          | 1–2   | 1–4            |
| 2012-13   | Liga Europea            | Play-Off           | Videoton               | 0–0   | 0–0 (2-4 p.)   |
| 2013-14   | Liga Europea            | 2.ª Clasificatoria | Derry City             | 4–2   | 3–0            |
| 2013-14   | Liga Europea            | 3.ª Clasificatoria | Dinamo Minsk           | 1–0   | 1–1            |
| 2013-14   | Liga Europea            | Play-Off           | FK Kukësi              | 2–0   | 3–1            |
| 2013-14   | Liga Europea            | Fase de grupos     | Apollon Limassol       | 2–1   | 4–2            |
| 2013-14   | Liga Europea            | Fase de grupos     | Lazio                  | 3–3   | 0–0            |
| 2013-14   | Liga Europea            | Fase de grupos     | Legia de Varsovia      | 2–0   | 2–0            |
| 2013-14   | Liga Europea            | 1/32               | Juventus               | 0–2   | 0–2            |
| 2014-15   | Liga Europea            | Play-Off           | Rostelmash Rostov      | 2–0   | 0–0            |
| 2014-15   | Liga Europea            | Fase de grupos     | Metalist Járkov        | 2–1   | 3–1            |
| 2014-15   | Liga Europea            | Fase de grupos     | Lokeren                | 1–1   | 2–0            |
| 2014-15   | Liga Europea            | Fase de grupos     | Legia de Varsovia      | 0–1   | 0–2            |
| 2014-15   | Liga Europea            | 1/32               | Napoli                 | 0–4   | 0–1            |
| 2015-16   | Liga Europea            | 2.ª Clasificatoria | Differdange 03         | 1–0   | 2–1            |
| 2015-16   | Liga Europea            | 3.ª Clasificatoria | Rabotnički             | 0–1   | 1–1 (pró.)     |
| 2019-20   | Liga Europea            | 3.ª Clasificatoria | Sparta Praga           | 2–1   | 2–2            |
| 2019-20   | Liga Europea            | Play-Off           | AEK Atenas             | 0–2   | 3–1            |
| 2019-20   | Liga Europea            | Fase de grupos     | Getafe                 | 0–1   | 0–1            |
| 2019-20   | Liga Europea            | Fase de grupos     | Basel                  | 2–2   | 0–2            |
| 2019-20   | Liga Europea            | Fase de grupos     | Krasnodar              | 0–2   | 1–3            |
| 2021-22   | Liga Europa Conferencia | 3.ª Clasificatoria | Molde                  | 3–3   | 1–1 (4:3 pen.) |
| 2021-22   | Liga Europa Conferencia | Play-off           | Roma                   | 1–2   | 0–3            |
| 2022-23   | Liga de Campeones       | Play-Off           | Copenhague             | 0-0   | 1-2            |
| 2022-23   | Liga Europea            | Fase de grupos     | Ferencváros            | 1-0   | 2-3            |
| 2022-23   | Liga Europea            | Fase de grupos     | Estrella Roja          | 2–1   | 1-2            |
| 2022-23   | Liga Europea            | Fase de grupos     | Mónaco                 | 4-0   | 1-3            |
| 2022-23   | Liga Europa Conferencia | Preliminar 1/8     | Basel                  | 1-0   | 0-2            |
| 2023-24   | UEFA Europa League      | 2.ª Clasificatoria | MFK Ruzomberok         | 1-0   | 2-0            |
| 2023-24   | UEFA Europa League      | 3.ª Clasificatoria | Rapid Viena            | 0-1   | 0-2            |
| 2024-25   | UEFA Conference League  | Playoff            | FC St. Gallen          | 1-1   | 0-0 (4-5 p)    |

## Estadísticas

### Por competición
- En negrita competiciones en activo.

| Torneo                             | TJ | PJ  | PG | PE | PP | GF  | GC  | Dif. | Puntos |
| ---------------------------------- | -- | --- | -- | -- | -- | --- | --- | ---- | ------ |
| Liga de Campeones de la UEFA       | 10 | 30  | 10 | 8  | 12 | 25  | 36  | -11  | 38     |
| Liga Europa de la UEFA             | 20 | 93  | 36 | 22 | 35 | 127 | 128 | -1   | 130    |
| Liga Europa Conferencia de la UEFA | 2  | 6   | 1  | 2  | 3  | 6   | 11  | -5   | 5      |
| Recopa de Europa de la UEFA        | 9  | 26  | 10 | 5  | 11 | 25  | 37  | -12  | 35     |
| Copa Intertoto de la UEFA          | 2  | 8   | 3  | 1  | 4  | 19  | 12  | +7   | 10     |
| Total                              | 43 | 163 | 60 | 38 | 65 | 202 | 224 | -22  | 218    |

### Por país
| #  | País                | PJ | PG | PE | PP | GF | GC |
| -- | ------------------- | -- | -- | -- | -- | -- | -- |
| 1  | Italia              | 18 | 3  | 5  | 10 | 14 | 28 |
| 2  | España              | 15 | 2  | 5  | 8  | 10 | 24 |
| 3  | Alemania            | 8  | 1  | 2  | 5  | 11 | 22 |
| 3  | Polonia             | 8  | 3  | 0  | 5  | 8  | 14 |
| 3  | Ucrania             | 8  | 4  | 1  | 3  | 9  | 10 |
| 6  | Chipre              | 6  | 4  | 1  | 1  | 10 | 7  |
| 6  | Inglaterra          | 6  | 2  | 0  | 4  | 4  | 8  |
| 6  | Francia             | 6  | 3  | 2  | 1  | 11 | 8  |
| 6  | Dinamarca           | 6  | 1  | 2  | 3  | 3  | 6  |
| 6  | Rusia               | 6  | 1  | 2  | 3  | 3  | 8  |
| 11 | Albania             | 4  | 4  | 0  | 0  | 15 | 1  |
| 11 | Croacia             | 4  | 1  | 1  | 2  | 4  | 5  |
| 11 | Irlanda             | 4  | 3  | 1  | 0  | 10 | 3  |
| 11 | Noruega             | 2  | 2  | 2  | 0  | 9  | 6  |
| 11 | Rumania             | 4  | 1  | 1  | 2  | 7  | 8  |
| 11 | Hungría             | 4  | 1  | 2  | 1  | 3  | 3  |
| 11 | Suiza               | 4  | 1  | 1  | 2  | 3  | 6  |
| 18 | Bielorrusia         | 2  | 1  | 1  | 0  | 1  | 0  |
| 18 | Bélgica             | 2  | 1  | 1  | 0  | 3  | 1  |
| 18 | Finlandia           | 2  | 1  | 1  | 0  | 4  | 2  |
| 18 | Islandia            | 2  | 2  | 0  | 0  | 6  | 3  |
| 18 | Letonia             | 2  | 1  | 1  | 0  | 4  | 1  |
| 18 | Lituania            | 2  | 1  | 1  | 0  | 3  | 2  |
| 18 | Luxemburgo          | 2  | 2  | 0  | 0  | 3  | 1  |
| 18 | Macedonia del Norte | 2  | 0  | 1  | 1  | 1  | 2  |
| 18 | Malta               | 2  | 2  | 0  | 0  | 6  | 2  |
| 18 | Países Bajos        | 2  | 0  | 0  | 2  | 2  | 6  |
| 18 | Portugal            | 2  | 0  | 1  | 1  | 1  | 3  |
| 18 | Escocia             | 2  | 1  | 1  | 0  | 2  | 1  |
| 18 | Eslovaquia          | 2  | 1  | 0  | 1  | 5  | 3  |
| 18 | Mónaco              | 2  | 1  | 0  | 1  | 5  | 3  |
| 18 | Grecia              | 2  | 1  | 0  | 1  | 3  | 3  |
| 18 | Serbia              | 2  | 1  | 0  | 1  | 3  | 3  |
| 18 | República Checa     | 2  | 1  | 1  | 0  | 4  | 3  |